# Vaela
Vaela is een plaats in de Estlandse gemeente Kiili, provincie Harjumaa. De plaats heeft de status van dorp (Estisch: küla).

## Bevolking
De ontwikkeling van het aantal inwoners blijkt uit het volgende staatje:
| Jaar            | 2000 | 2011 | 2017 | 2018 | 2019 | 2020 | 2021 |
| --------------- | ---- | ---- | ---- | ---- | ---- | ---- | ---- |
| Aantal inwoners | 88   | 304  | 443  | 482  | 514  | 572  | 717  |